# Börte
Börte was een keizerin en de vrouw van de Mongoolse khan Dzjengis Khan, de stichter van het Mongoolse Rijk. Börte wordt vaak afgebeeld als een mooie vrouw in een witte zijden toga, met gouden muntstukken in haar haar. Ook wordt zij vaak afgebeeld samen met een wit lam.
Börte was de moeder van Jochi, Chagatai, Ögedei en Tolui. Haar zoon Ögedei zou later khan van het Mongoolse Rijk worden. Weinig historische feiten zijn over haar leven bekend, maar in Mongolië zijn er vele legenden over haar.